# Carlo Ubbiali
Carlo Ubbiali (Bergamo, 22 settembre 1929 – Bergamo, 2 giugno 2020) è stato un pilota motociclistico italiano, detentore di 9 titoli mondiali e per questo annoverato tra i più grandi campioni del motociclismo sportivo di tutti i tempi.
Ubbiali solitamente passava oltre metà gara a studiare l'avversario e i suoi punti deboli, per poi attaccare nelle fasi finali o accontentarsi di un buon piazzamento, più attento alla classifica del campionato che alla singola vittoria. Per questa sua condotta, il pubblico e la stampa gli avevano assegnato il nomignolo La Volpe, mentre nell'ambiente era chiamato Il Cinesino, per la sua piccola statura, la corporatura minuta e gli occhi a mandorla.

## Carriera
Prese confidenza con le moto fin da ragazzino, lavorando nella concessionaria del padre. La prima gara di Carlo Ubbiali rappresentò la prima vittoria, ma anche la prima tragedia della sua vita. Dopo aver vinto con i fratelli Franco e Maurizio la Coppa di Bergamo del 1946, due amici rimasero uccisi in un incidente automobilistico, al ritorno dai festeggiamenti per la vittoria.
L'anno successivo partecipò al Gran Premio delle Mura di Bergamo, in sella a una DKW 125 avuta in prestito dal comandante della squadra mobile di Bergamo (con la promessa di riverniciarla una volta terminata la gara), arrivando primo al traguardo; venne però squalificato quando si scoprì che non aveva ancora compiuti i 18 anni, al tempo l'età minima per gareggiare in moto.
Nel 1948, la sua presenza a Milano come meccanico della concessionaria MV Agusta del padre gli offrì l'occasione di proporsi a sostituire un pilota assente nella gara sul circuito della Fiera Campionaria di Milano. Riuscì subito a ben figurare, conquistando il 2º posto, alle spalle di Nello Pagani. Sorpresi dalla grinta del giovane pilota, i responsabili della casa di Cascina Costa lo fecero partecipare anche alla successiva gara inaugurale per la riapertura del Circuito di Monza, dove ottenne il medesimo risultato, guadagnandosi un posto in squadra, pur con ingaggio al "minimo sindacale".
Nella stagione successiva la MV Agusta lo fece gareggiare in prestigiose competizioni di Regolarità come la "Sei Giorni" in Galles, durante la quale si aggiudicò una medaglia d'oro, e la massacrante "Valli Bergamasche", che concluse in 3ª  posizione, oltre ad impiegarlo nel neonato Motomondiale, in classe 125, dove conquistò un promettente terzo posto in classifica, alle spalle di Renato Magi e del vincitore Nello Pagani. Visti i risultati conseguiti, Ubbiali avanzò la richiesta di aumento dell'ingaggio e fu rifiutata, lasciando spazio alle proposte della Moto Guzzi, della Mondial e della Moto Morini.
Nella stagione 1950 passò alla Mondial, con la quale riuscì a conquistare la prima vittoria iridata, vincendo il Gran Premio dell'Ulster sul circuito di Dundrod e giungere secondo nella classifica finale della 125, a pari merito con Gianni Leoni, entrambi alle spalle di Bruno Ruffo.
Durante la Milano-Taranto del 1950, Ubbiali fu protagonista di una gara rocambolesca, punteggiata da una serie di guasti improvvisi e di altrettante rimonte entusiasmanti, con le quali riguadagnava il tempo perduto. Giunto a due chilometri dalla tappa di Bari, dopo aver riagguantato la seconda posizione, la ghiera del contagiri si staccò, bloccando il motore della sua Mondial. Prese quindi a spingere la moto, anche aiutato dalla folla che faceva ala nella parte finale del percorso, fino a superare il traguardo, dove svenne stremato dagli sforzi. Non fece in tempo a conoscere il risultato per compiacersene, perché fu risvegliato dal direttore di gara che gli comunicava la squalifica a causa delle spinte ricevute.
La sua epopea ebbe inizio nel 1951, in un crescendo continuo di risultati che lo porteranno a vincere, in 10 stagioni, 9 campionati mondiali di velocità.

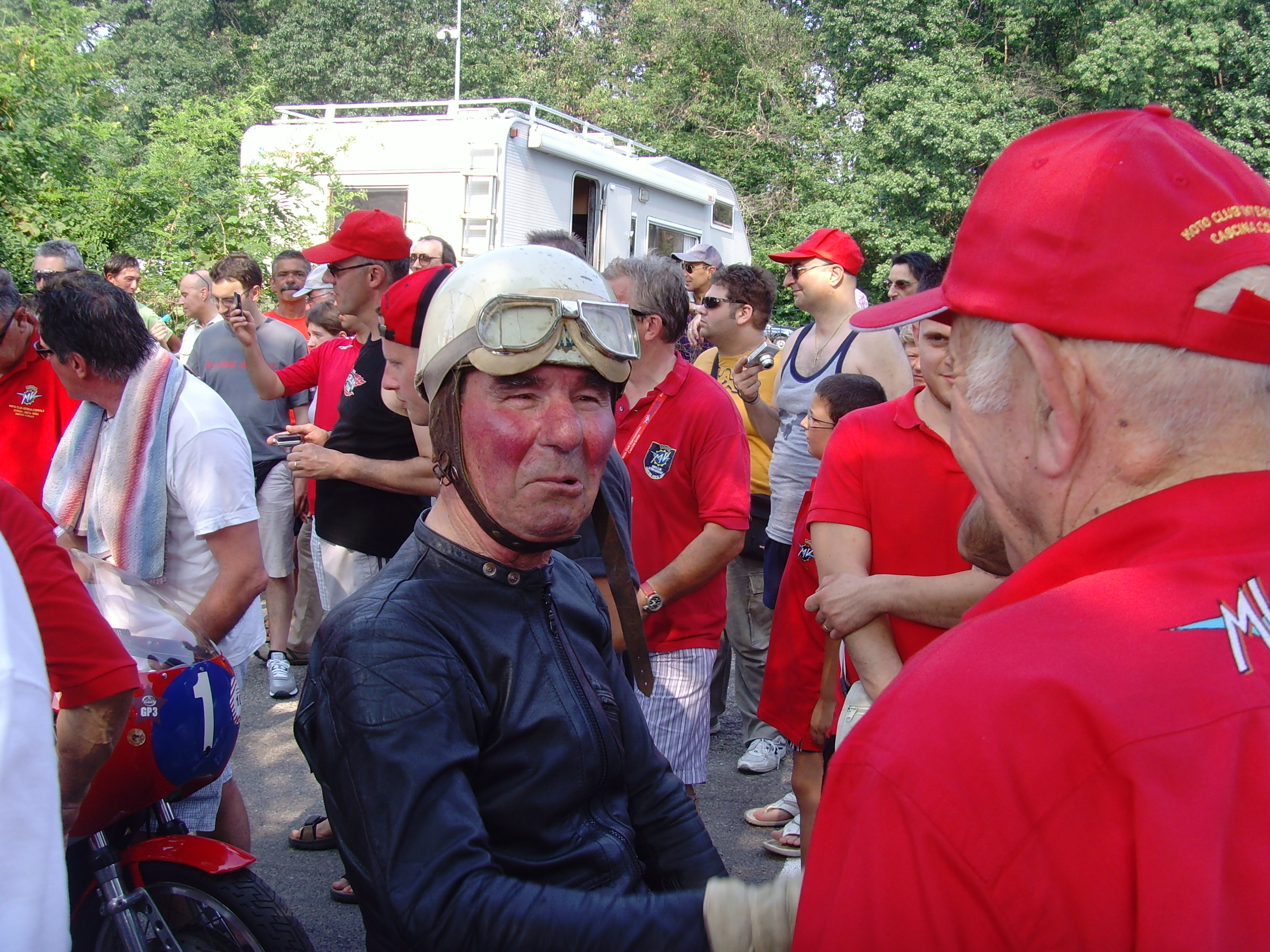
Carlo Ubbiali nel 2010

Nel 1952 accettò l'offerta della MV Agusta, nella cui squadra passò il resto della sua carriera sportiva. Al termine della stagione 1960, dopo aver ottenuto la nona vittoria iridata che lo poneva in cima alla graduatoria dei campioni plurititolati, annunciò il suo ritiro dalle gare.
I motivi del ritiro sono da ricercarsi nella prematura morte del fratello Maurizio, da sempre suo manager e consigliere tecnico, oltre alla decisione di sposarsi, ritenendo incompatibile la pericolosa professione del motociclista con quella del padre di famiglia. Ubbiali tornò a Bergamo ad occuparsi dell'officina paterna e, per diversi anni, continuò a frequentare il mondo del motociclismo sportivo, quale ascoltato consulente. Fu lui a prendersi cura del giovane conterraneo Giacomo Agostini e a caldeggiare il suo ingaggio al conte Domenico Agusta, nel 1964.
Il palmarès internazionale di Ubbiali si fregia di 6 mondiali della classe 125 e tre della classe 250; rimarchevole anche il fatto che in 5 occasioni si è aggiudicato il titolo con il massimo del punteggio raggiungibile in base ai regolamenti che prevedevano degli scarti. Ottenne in totale 39 vittorie e 68 podi, dimostrando un'intelligenza tattica non comune, senza per questo difettare di coraggio, come testimoniano le sue 5 vittorie al Tourist Trophy nell'Isola di Man. Occorre anche ricordare i 6 titoli nella classe 125 i 2 nella "250" conseguiti nel Campionato Italiano Velocità.
È considerato anche come "Il professore di Assen" in quanto nel Gran Premio d'Olanda in 9 su 10 partecipazioni è sempre andato sul podio (4 vittorie, 4 secondi posti e un terzo posto tra le classi 125 e 250), eccetto solo nel 1951 quando si ritirò nella gara delle 125.
La sua passione motociclistica lo ha portato a partecipare a numerose manifestazioni in sella alla sua moto anche all'età di 85 anni.

## Risultati nel motomondiale

### Classe 125
| 1949 | Classe | Moto      |    |   |   |    |    |     |  |  |  | Punti | Pos. |
| ---- | ------ | --------- | -- | - | - | -- | -- | --- |  |  |  | ----- | ---- |
| 1949 | 125    | MV Agusta | NE | 4 | 3 | NE | NE | Rit |  |  |  | 13    | 4º   |

| 1950 | Classe | Moto       |    |    |   |    |   |   |  |  |  | Punti | Pos. |
| ---- | ------ | ---------- | -- | -- | - | -- | - | - |  |  |  | ----- | ---- |
| 1950 | 125    | FB Mondial | NE | NE | - | NE | 1 | 2 |  |  |  | 14    | 2º   |

| 1951 | Classe | Moto       |   |    |   |    |     |    |    |   |  | Punti | Pos. |
| ---- | ------ | ---------- | - | -- | - | -- | --- | -- | -- | - |  | ----- | ---- |
| 1951 | 125    | FB Mondial | 2 | NE | 2 | NE | Rit | NE | NE | 1 |  | 20    | 1º   |

| 1952 | Classe | Moto       |    |   |   |    |   |     |   |     |  | Punti | Pos. |
| ---- | ------ | ---------- | -- | - | - | -- | - | --- | - | --- |  | ----- | ---- |
| 1952 | 125    | FB Mondial | NE | 2 | 2 | NE | 2 | Rit | 2 | Rit |  | 24    | 2º   |

| 1953 | Classe | Moto      |     |   |    |   |    |   |    |   |   | Punti | Pos. |
| ---- | ------ | --------- | --- | - | -- | - | -- | - | -- | - | - | ----- | ---- |
| 1953 | 125    | MV Agusta | Rit | 2 | NE | 1 | NE | - | NE | 3 | 7 | 18    | 3º   |

| 1954 | Classe | Moto      |    |   |   |    |   |   |    |   |     | Punti | Pos. |
| ---- | ------ | --------- | -- | - | - | -- | - | - | -- | - | --- | ----- | ---- |
| 1954 | 125    | MV Agusta | NE | 2 | - | NE | 3 | 3 | NE | 3 | Rit | 18    | 2º   |

| 1955 | Classe | Moto      |   |   |   |   |    |   |    |   |  | Punti | Pos. |
| ---- | ------ | --------- | - | - | - | - | -- | - | -- | - |  | ----- | ---- |
| 1955 | 125    | MV Agusta | 3 | 1 | 1 | 1 | NE | 1 | NE | 1 |  | 32    | 1º   |

| 1956 | Classe | Moto      |   |   |   |   |   |   |  |  |  | Punti | Pos. |
| ---- | ------ | --------- | - | - | - | - | - | - |  |  |  | ----- | ---- |
| 1956 | 125    | MV Agusta | 1 | 1 | 1 | 2 | 1 | 1 |  |  |  | 32    | 1º   |

| 1957 | Classe | Moto      |   |   |   |   |   |   |  |  |  | Punti | Pos. |
| ---- | ------ | --------- | - | - | - | - | - | - |  |  |  | ----- | ---- |
| 1957 | 125    | MV Agusta | 1 | 2 | - | - | - | 1 |  |  |  | 22    | 2º   |

| 1958 | Classe | Moto      |   |   |   |   |   |   |     |  |  | Punti | Pos. |
| ---- | ------ | --------- | - | - | - | - | - | - | --- |  |  | ----- | ---- |
| 1958 | 125    | MV Agusta | 1 | 1 | 5 | 1 | 3 | 1 | Rit |  |  | 32    | 1º   |

| 1959 | Classe | Moto      |    |   |   |   |   |   |  |   |  | Punti | Pos. |
| ---- | ------ | --------- | -- | - | - | - | - | - |  | - |  | ----- | ---- |
| 1959 | 125    | MV Agusta | NE | 5 | 1 | 1 | 1 | 2 |  | 2 |  | 30    | 1º   |

| 1960 | Classe | Moto      |    |   |   |   |    |   |   |  |  | Punti | Pos. |
| ---- | ------ | --------- | -- | - | - | - | -- | - | - |  |  | ----- | ---- |
| 1960 | 125    | MV Agusta | NE | 1 | 1 | 3 | NE | 1 | 1 |  |  | 24    | 1º   |

| Legenda | 1º posto        | 2º posto            | 3º posto            | A punti      | Senza punti        | Grassetto – Pole position Corsivo – Giro più veloce |
| Legenda | Gara non valida | Non qual./Non part. | Ritirato/Non class. | Squalificato | '-' Dato non disp. | Grassetto – Pole position Corsivo – Giro più veloce |

### Classe 250
| 1955 | Classe | Moto      |    |    |   |   |    |   |   |   |  | Punti | Pos. |
| ---- | ------ | --------- | -- | -- | - | - | -- | - | - | - |  | ----- | ---- |
| 1955 | 250    | MV Agusta | NE | NE | - | - | NE | - | - | 1 |  | 8     | 7º   |

| 1956 | Classe | Moto      |   |   |   |   |     |   |  |  |  | Punti | Pos. |
| ---- | ------ | --------- | - | - | - | - | --- | - |  |  |  | ----- | ---- |
| 1956 | 250    | MV Agusta | 1 | 1 | 1 | 1 | Rit | 1 |  |  |  | 32    | 1º   |

| 1957 | Classe | Moto      |   |     |   |   |   |     |  |  |  | Punti | Pos. |
| ---- | ------ | --------- | - | --- | - | - | - | --- |  |  |  | ----- | ---- |
| 1957 | 250    | MV Agusta | 1 | Rit | - | - | - | Rit |  |  |  | 8     | 5º   |

| 1958 | Classe | Moto      |   |   |    |     |   |     |   |  |  | Punti | Pos. |
| ---- | ------ | --------- | - | - | -- | --- | - | --- | - |  |  | ----- | ---- |
| 1958 | 250    | MV Agusta | 2 | 2 | NE | Rit | - | Rit | 3 |  |  | 16    | 3º   |

| 1959 | Classe | Moto      |    |   |   |   |    |   |  |   |  | Punti | Pos. |
| ---- | ------ | --------- | -- | - | - | - | -- | - |  | - |  | ----- | ---- |
| 1959 | 250    | MV Agusta | NE | 2 | 1 | 2 | NE | 2 |  | 1 |  | 28    | 1º   |

| 1960 | Classe | Moto      |    |   |   |   |   |   |   |  |  | Punti | Pos. |
| ---- | ------ | --------- | -- | - | - | - | - | - | - |  |  | ----- | ---- |
| 1960 | 250    | MV Agusta | NE | 2 | 1 | 1 | 2 | 1 | 1 |  |  | 32    | 1º   |

| Legenda | 1º posto        | 2º posto            | 3º posto            | A punti      | Senza punti        | Grassetto – Pole position Corsivo – Giro più veloce |
| Legenda | Gara non valida | Non qual./Non part. | Ritirato/Non class. | Squalificato | '-' Dato non disp. | Grassetto – Pole position Corsivo – Giro più veloce |